# Montigny-lès-Arsures
Montigny-lès-Arsures là một xã của tỉnh Jura, thuộc vùng Bourgogne-Franche-Comté, miền đông nước Pháp.